# دامار هاملين
دامار هاملين (مواليد 24 مارس 1998) هو لاعب كرة قدم أمريكية أمريكي يلعب في نادي بوفالو بيلز في الدوري الوطني لكرة القدم الأمريكية.